# Sofia Cabezas
Sofia Elena Cabezas Dominguez (* 6. Februar 2002 in Caracas) ist eine venezolanische Tennisspielerin.

## Karriere
Cabezas, die mit sechs Jahren das Tennisspielen begann, bevorzugt dabei laut ITF-Profil Sandplätze. Sie spielt überwiegend Turniere auf der ITF Women’s World Tennis Tour, wo sie bislang aber noch keinen Titel gewinnen konnte.
Seit 2019 spielt sie für die venezolanische Fed-Cup-Mannschaft. Bei vier Nominierungen hat sie von sieben Matches fünf gewonnen, davon vier Einzel und ein Doppel.
2023 nahm sie an den Zentralamerika- und Karibikspielen teil, wo sie im Dameneinzel das Achtelfinale erreichte.

### College Tennis
2020 bis 2023 spielte Cabezas für die Damentennismannschaft der Iowa State Cyclones der Iowa State University, von 2023 bis 2024 für die Tennessee Volunteers der University of Tennessee.